# Cal Jaques (Mollerussa)
Cal Jaques és un edifici modernista del municipi de Mollerussa (Pla d'Urgell) inclòs en l'Inventari del Patrimoni Arquitectònic de Catalunya.

## Descripció
Casa entre mitgeres de planta baixa i dos pisos. Presenta una estructura compositiva clàssica, a la qual s'afegeixen formes sinuoses procedents de l'estètica modernista (balustres, cornises i marcs de les obertures). Presenta escales de marbre i bigues de fusta. A la part superior de la façana principal, al centre de la motllura ornamental, hi ha la imatge de Sant Antoni de Pàdua, fet amb rajoles pintades.

## Història
Ampliació modernista el 1920 sobre un marc clàssic del 1783. La part posterior del casal té sortida a la travessia de Jacint Verdaguer. Exteriorment res fa evidenciar l'antiguitat de la casa, ja que el seu aspecte és descuidat i pobre. No obstant aquesta part és la dels anys 1700 i sembla que la família, que ara no hi viu, conserva part del mobiliari i de l'estructura de l'època. La família Jacques era una de les famílies importants de la ciutat. Els seus membres formaren part diferents consistoris municipals.